# Ophthalmopsylla praefecta
Ophthalmopsylla praefecta är en loppart som först beskrevs av Jordan et Rothschild 1915.  Ophthalmopsylla praefecta ingår i släktet Ophthalmopsylla och familjen smågnagarloppor.

## Underarter
Arten delas in i följande underarter:
- O. p. praefecta
- O. p. ecphora
- O. p. lenta
- O. p. pernix